# Пхогат, Винеш
Винеш Пхогат (хинди विनेश फोगाट, англ. Vinesh Phogat; род. 25 августа 1994 года) — индийская женщина-борец. Двукратная чемпионка игр Содружества. Призёр азиатских игр и чемпионатов. Участница Олимпийских игр 2016 года. Награждена индийской спортивной премией Арджуна и высшей спортивной наградой Индии Раджив Ганди Кхел Ратна.

## Биография
Отец Винеш погиб, когда ей было девять лет.
Её вместе со старшей сестрой Приянкой и братом Харнамом взял под опеку её дядя Махавир Сингх Пхогат. Бывший борец, он тренировал своих старших дочерей Гиту и Бабиту с детства. Когда они обе завоевали медали на Играх Содружества в 2010 году, Винеш решила также заняться борьбой.
В качестве юниора в категории до 48 кг она выиграла два национальных чемпионата и бронзовую медаль на чемпионате Азии.
В 2013 году на чемпионате Азии Винеш побила японку Нанами Ириэ в четвертьфинале, но в следующем бою уступила Татьяне Аманжол из Казахстана, однако, выиграв в поединке за третье место, получила бронзовую медаль.
Пять месяцев спустя на чемпионате мира она выбыла из соревнований в одной восьмой финала, проиграв сенегалке Изабель Самбу.
В 2014 году Винеш завоевала золото на Играх Содружества в Глазго и бронзу на Азиатских играх в Инчхоне. В следующем году она взяла серебро на чемпионате Азии, уступив в финале японке Юки Ириэ.
Однако на чемпионате мира того же года заняла только 25 место, проиграв в первом же раунде кореянке Ким Хён Гён.
Чтобы попасть на Олимпиаду 2016 года, Винеш приняла участие в Азиатском квалификационном турнире, где завоевала бронзу, что, однако, не давало ей возможности поехать на соревнования в Рио-де-Жанейро. На первом общемировом турнире она была не допущена к соревнованиям из-за перевеса в 400 грамм, но на втором — заняла первое место, побив в финале польку Ивону Матковскую.
На Олимпиаде она победила румынку Алину Вук в первом туре, но проиграла в следующем китаянке Сунь Янань, получив травму колена. Перенеся операцию на колене, Винеш вновь вышла на ковёр на чемпионате Азии 2017 года, перейдя в категорию до 55 кг, и завоевала серебро, уступив японке Сэ Нанджо в финале со счётом 4:8. К чемпионату мира, прошедшему в августе 2017 года, она вернулась в категорию до 48 кг, но выступила неудачно, проиграв уже во втором бою американке Виктории Энтони. Затем Винеш отказалась от участия в Азиатских играх в помещениях в последний момент, что привело к тому, что ей запретили участвовать в национальном отборе на чемпионат Содружества, где её заменила Шитал Томар.
В 2018 году Винеш завоевала серебро в легчайшей весовой категории на чемпионате Азии в Бишкеке, уступив в финале китаянке Лэй Чунь со счётом 2:3. Полтора месяца спустя она заполучила золото на Играх Содружества в Голд-Кост (Австралия), победив всех трех своих соперниц. Ещё одно золото спортсменка привезла с Азиатских игр в Джакарте, став первой чемпионкой игр по борьбе из Индии. Однако после этого она получила травму во время одной из тренировок, из-за чего не смогла принять участие в чемпионате мира 2018 года.
Усилия Винеш в том году принесли ей номинацию «Возвращение года» Laureus World Sports Awards, сделав первым индийским спортсменом, номинированным в одной из семи основных категорий данной награды.
В декабре 2018 года Винеш вышла замуж за Сомвира Ратхи, занимающегося греко-римской борьбой, с которым обручилась 25 августа того же года сразу по возвращении с Азиатских игр.
В следующем году Винеш завоевала две бронзовых медали в весовой категории до 53 кг: на чемпионате Азии и предолимпийском чемпионате мира в Казахстане, добыв олимпийскую лицензию для Олимпийского комитета Индии. Хотя в обоих случаях она проиграла японке Маю Мукаида, когда та прошла в финал, Пхогат получила шанс в матчах за третье место.